# Øystein
Øystein, auch Eystein, ist als norwegische Form von Eysteinn ein norwegischer männlicher Vorname.

## Verbreitung
Der Name ist im deutschsprachigen Raum sehr selten anzutreffen. In der Schweiz tragen nur drei Personen diesen Namen (Stand 2023). In Dänemark und Schweden gilt der Name Øystein als mäßig beliebt. Die Schreibweise Øystein lag in Norwegen von 1945 bis 1996 stets in den Top-100. Von 1947 bis Mitte der 1980er Jahre sogar in den Top-50, danach war seine Beliebtheit rückläufig. Den besten Platz belegte er im Jahr 1981 mit Rang 21. Der Name wurde von 1945 bis 2023 regelmäßig vergeben, und zwar etwa 11.100 Mal. Seine Vergabe ist auch in Schottland nachgewiesen.

## Namensträger

### Herrscher
- Øystein I. (Norwegen) (um 1088–1123), norwegischer König
- Øystein II. (Norwegen) (1125–1157), norwegischer König
- Øystein Møyla (1157–1177), Birkebeinerhäuptling und -könig (Norwegen)

### Vorname
- Øystein Aarseth (1968–1993), norwegischer Musiker
- Øystein Baadsvik (* 1966), norwegischer Tubasolist
- Øystein Djupedal (* 1960), norwegischer Politiker
- Eystein Eggen (1944–2010), norwegischer Schriftsteller
- Øystein Erlendsson (um 1120–1188), norwegischer Bischof
- Øystein Grødum (* 1977), norwegischer Eisschnellläufer
- Øystein Langholm Hansen (* 1957), norwegischer Politiker
- Øystein Lønn (1936–2022), norwegischer Schriftsteller
- Øystein Mæland (* 1960), norwegischer Mediziner und Politiker
- Øystein Martinsen (* 1976), norwegischer Schauspieler
- Øystein Mathisen (* 1991), norwegischer Politiker
- Øystein Ore (1899–1968), norwegischer Mathematiker
- Øystein Kvaal Østerbø (* 1981), norwegischer Orientierungsläufer
- Øystein Pettersen (* 1983), norwegischer Skilangläufer
- Øystein Sevåg (* 1957), norwegischer Musiker
- Øystein Slettemark (* 1967), norwegischer Biathlet
- Øystein Sørensen (* 1954), norwegischer Historiker
- Eystein Weltzien (* 1949), norwegischer Orientierungsläufer